# Tutta una vita (film 1974)
Tutta una vita (Toute une vie) è un film del 1974 diretto da Claude Lelouch.

## Trama
Le vite parallele di Sarah e Simon nel Ventesimo secolo.

## Critica
«... decine di temi storici, filosofici, politici e psicologici citati con desolante superficialità» ° 